# Ivan Kříž (výtvarný umělec)
Ivan Kříž (* 30. listopadu 1941, Likier / Slovensko) je český a československý výtvarník, malíř, kreslíř, grafik, sochař, výtvarný pedagog a básník. Básně píše pod jménem Ivan Vyrubiš. V minulosti přechodně používal též pseudonym Kříž-Záleský.

## Život a dílo
Narodil se v roce 1941 českým rodičům na Slovensku v obci Likier (okr. Rimavská Sobota), rodina postupně žila podle místa zaměstnání otce Stanislava – drážního odborníka v Tisovci, Rimavské Sobotě, Lučenci a Košicích. V roce 1958 maturoval na gymnáziu v Košicích. Jelikož nebyl napoprvé přijat ke studiu výtvarného umění na vysoké škole, studoval rok na Vyšší pedagogické škole v Prešově a přípravce v pátém ročníku střední školy uměleckého průmyslu Palisádách v Bratislavě, pak půl roku pracoval na výkopových pracích ve Východoslovenských železárnách v Košicích. Po návratu rodiny do Brna v roce 1960 byl na dva roky povolán do základní vojenské služby, kterou vykonal v Janovicích nad Úhlavou. V letech 1962–1968 pak vystudoval Vysokou školu výtvarných umení v Bratislavě (prof. Ján Mudroch).
Poté dlouho působil jako pedagog výtvarného oboru na Základní umělecké škole (dříve LŠU) v Brně. V letech 1992–1996 byl vedoucím a docentem ateliéru kresby a grafiky na FaVU VUT Brno (habilitace 1993), kde vykonával zpočátku také funkci proděkana fakulty, v letech 1996–2002 byl vedoucím kabinetu Večerní kresby tamtéž.
Pracuje v oboru objektu, kresby, grafiky, malby, píše poezii a působil jako výtvarný pedagog. Je nebo byl členem Unie výtvarných umělců Olomoucka, skupiny Týn ´93, skupiny Reunion a TT klubu. V dubnu 1968 patřil k zakládajícímu kruhu přispěvatelů literárního čtvrtletníku Tempo (pod redakčním vedením Jiřího Kuběny a Václava Havla), který ale zanikl po prvním čísle.
Jeho manželka Jaroslava Křížová, roz. Svobodová (* 1951) je rovněž výtvarnicí a působila řadu let jako výtvarná pedagožka na ZUŠ v Brně. Mají dva syny – Tomáše (* 1977) a Davida (* 1985). Žije a pracuje v Brně.

## Výstavy

### Samostatné výstavy
- 1974 Monochromy. Malá galerie, Brno
- 1975 Monochromy. Galerie v podloubí, Olomouc (katalog – text Josef Šafařík: Do katalogu Ivanovi. Samizdat, vydal R. Valušek)
- 1979 Kresboreliéfy. Galerie Čs. spisovatel, Brno
- 1984 Ivan Kříž: Kresby, reliéfy, kresboreliéfy. Těšínské divadlo, foyer, Český Těšín (text – Jan Skácel: Dopis adresovaný malíři Ivanu Křížovi)
- 1987 Uzlové situace. Klub mládeže, Křenová, Brno
- 1988 Ivan Kříž: Kresby na rozpažení a jiné. Galerie Studánka, Brno (text Igor Zhoř)
- 1990 Galerie Źycie i myśl, Poznaň, Polsko
- 1991 Ivan Kříž: zipy, panty, čáry, vrypy .… Dům umění města Brna, Galerie Stará radnice, Brno
- 1992 Galéria umenia Nové Zámky (katalog – texty Igor Zhoř a Josef Šafařík)
- 1992 Pokus o duchovní souřadnice. Galerie Typos, Brno
- 1992 Obrazy, objekty. Nitranská státní galerie, Nitra
- 1993 Ivan Kříž, kresba – plastika. Centrum kultury Nábřeží, Nové Zámky
- 1995 Ivan Kříž, Kresby. Galerie Velehrad, Olomouc
- 1996 Ivan Kříž: Fenomén linearity (kresby a kovové objekty). Grafický kabinet, Zlín (katalog – text Ivo Sedláček)
- 1996/1997 Ivan Kříž: Bludné rovinné obrazce, řídnoucí řady.… Galerie U Dobrého pastýře, Brno (katalog – text Igor Zhoř)
- 1997/1998 Kreslení od jedna do deset. Foyer Janáčkova divadla, Brno
- 1999 Po úhlopříčce, Přesahy, Zbytkové kresby, Kovové objekty. Městské centrum mezinárodní kultury a informací, Radom, Polsko
- 1999/2000 České centrum, Varšava, Polsko
- 2000 Ivan Kříž – Obiekty przestrzenne : rysunki. Centrum Rzeźby Polskiej, Orońsk, Polsko (katalog – text Pavel Ondračka)
- 2000 Ivan Kříž – jen kresby. Café piano, Brno
- 2001 Kov kůry, kůra kovu. Galerie Kruh, Znojmo
- 2002 Dvojaké objekty. Galerie Podivný Hamlet, Brno
- 2004 Kresby na křídě. Moravská galerie, Brno
- 2004/2005 Chvála kovu (Nové oltáře a další objekty 2000–2004). Gun club, Brno
- 2006 Nové oltáře. Galerie AMB, Hradec Králové
- 2006 V čáře (kresby a kovové objekty). Galerie Doma, Kyjov
- 2007 Kovové maličkosti. D-caffé, Brno
- 2008 Barevná geometrie, kovové objekty. Galerie Platinium, Brno
- 2009 Kruhy, ovály bílé.... Galerie Ars, Brno (text Jiří Valoch: Mezi konceptuálním myšlením a novým realismem)
- 2010 Výstava jednoho obrazu. Klub Boro, Brno
- 2011 Malá bilance 1963–2010. Galerie Ars, Brno
- 2011 Křížem krážem (k sedmdesátinám autora). Galerie Caesar, Olomouc (katalog – text Pavel Ondračka)
- 2012 Férie reliéfu (materializace bílé...). Galerie Platinium, Brno
- 2012 Mezi obrazem a objektem (Ivan Kříž, Jiří Ryšavý). Galerie 12, Náměšť nad Oslavou
- 2012 Od plošnosti k plasticitě.... Foyer Městského divadla, Brno
- 2013 Nebýt off Bítov….  Obrazy Jiřího Ryšavého a objekty Ivana Kříže. Divadelní sál státního hradu Bítov
- 2013 Z jiných materiálů... (reliéfy, objekty). Galerie PATRO, Olomouc
- 2014 Obraz a předobraz. Vinotéka U Tří knížat, Brno
- 2016 Pře hřebíků přeje hře. Horácká galerie, Nové Město na Moravě
- 2017 150:2 (I. Kříž a J. Ryšavý). Galerie města Olomouce
- 2019 Z nalezeného.... Schrott Gallery, Brno (kurátorka Olga Čejková)
- 2021 Kazetové kresby, kaligrafické oltáře a kresboreliéfy. Výstavní prostory České spořitelny, Brno
- 2021 Jinými cestami (k osmdesátinám autora). Galerie města Olomouce, Olomouc
- 2021 Od obrazu k objektu.... TAKO Brno
- 2021 Konstrukce, skelety, barevná geometrie. Horácká galerie, Nové Město na Moravě
- 2023 Inými cestami. Galéria 19, Bratislava
- 2023 Máme Tě před očima.... Husův sbor, Olomouc
- 2023 Z mnoha možností.... Galerie města Blanska, Blansko (kurátoři Jana Písaříková a Roman A. Muselík)
- 2024/25 Bez krasohledu. Art Gallery, Brno (kurátorka Soňa Novotná)
- 2025 Solitéři podél cest. Výstavní prostory České spořitelny, Brno (úvodní slovo Roman A. Muselík)

### Společné výstavy
- 1966 V. bienále křesťanského umění současnosti. Oratoř Dómu, Salzburg
- 1969 Obraz 69: Celostátní výstava současné malířské tvorby. Uměleckoprůmyslové muzeum, Brno
- 1969/1970 I. Bienále malby. VSG Košice
- 1970 1. otevřený ateliér. Dům R. Sikory, Bratislava
- 1984/1985 Drobná plastika v tvorbě jihomoravských výtvarníků. Dům umění, Brno
- 1987 Dablovky. Galerie H, Kostelec nad Černými lesy
- 1987 Prostor 3 (čára). Galerie H, Kostelec nad Černými lesy
- 1988/1989 Brněnská malba 1988. Dům umění, Brno
- 1989 Prešovský salón ´89 sochařský. Galerie výtvarného umění, Prešov
- 1990 Otevřený dialog (výstava čsl. umělců z Moravy). Kunstlerforum, Bonn
- 1991 Znak a svědectví. Muzeum hl. m. Prahy, Praha
- 1991 Mezi křikem a meditací. Dům umění, Brno
- 1991 Hořící keř. Emauzy, Praha
- 1992 Minisalon. Galerie Nová síň, Praha (reprízy výstavy: 1993 Belgie; 1994–1996 USA; 1997 Praha; 1998 Bibliotheque Royal de Belgique, Brusel; 2002 Galerie Nasional Indonesia, Jakarta; 2002 Museum Puri Lukisan, Ubud; 2002 Majapahit Mandarin Hotel, Surabaya; 2003 Centre tchèque Paris)
- 1993 Šedá cihla 34/1993. Galerie U Bílého jednorožce, Klatovy
- 1993 Příběhy bez konce. Princip série v českém výtvarném umění. Místodržitelský palác, Brno; Palác Kinských, Praha
- 1993 Art In: Dvojstup. Divadlo Andreja Bagara v Nitre; Nitrianska štátna galéria; Umelecká beseda Nitry, Nitra
- 1995 Písmo ve výtvarném umění. Městské divadlo, Kolín
- 1995 Starozákonní motivy v českém umění dvacátého století. Galerie moderního umění v Roudnici nad Labem, Roudnice nad Labem; Galerie umění Karlovy Vary, Karlovy Vary
- 1996 Novozákonní motivy v českém umění 20. století. Galerie moderního umění v Roudnici nad Labem, Roudnice nad Labem; 1997 Galerie umění Karlovy Vary
- 1997 Kontinuální prezentace; místo: kdekoliv, termín: neohraničený
- 1997 Kresby – Dana Chatrná, Dalibor Chatrný, Ivan Kříž: Kresba. Galerie Aspekt, Brno
- 1998 Nestandardní formáty. Galerie města Blanska, Blansko; Galerie Caesar, Olomouc
- 1998 Dveře. Sýpka, Vlkov
- 2000 Via Dolorosa / Cesta utrpení. Výtvarné centrum Chagall, Ostrava
- 2001/2002 Trialóg (spolu s M.Kelenbergerem a V. Popovičem). Výstava laureátů mezinárodního Salónu kresby ´99. Považská galerie umění, Žilina
- 2004 Zpřítomnění. Klášter Rosa coeli, Dolní Kounice
- 2005 Hybrida – anglická a česká grafika. Galerie Brno, Brno
- 2005 Hybrida II. Cartwright Hall Art Gallery, Bradford UK
- 2005 Privátní pohled (sbírka Josefa Chloupka I. část). Dům pánů z Kunštátu, Brno
- 2005 Konto Bariéry. Letohrádek Portheimka, Praha
- 2005 Stopy a svědectví... České kulturní středisko Varšava PL
- 2006 Mona Lisa 2006. Křížová chodba Nové radnice města Brna, Brno
- 2007 Mona Lisa 2006 – 2008. Galerie Sema Métiers d´Art, Paříž FR
- 2007 Konstrukce, skelety... (kresby inkoustem z posledních let). Vetus Via, Brno
- 2008 Šedesát čtyři entomologických krabic. Kavárna Švanda, Brno
- 2008 9. aukční salón výtvarníků Konta Bariéry. Křížová chodba Karolína, Praha
- 2009 Setkání 4 v parku. Mezinárodní setkání výtvarníků, Zámek Náměšť nad Oslavou
- 2009 Atelier Open, 5. ročník otevřených ateliérů. Brno
- 2009 POTPOURRI. Galerie Ars, Brno
- 2009 Untitled. Galerie Starý pivovar, Brno
- 2009 TÝN '87 EVERGREEN. Galerie Lužánky, Brno
- 2009 Vánoce 2009. Galerie Ars, Brno
- 2010 Atelier Open, 6. ročník otevřených ateliérů. Brno
- 2010 Zpřítomnění VI, Bienále Dolní Kounice 2010. Klášter Rosa coeli, Dolní Kounice
- 2010 10. aukční salón výtvarníků Konta Bariéry. Karolinum, Praha
- 2010 Vánoce 2010. Galerie Ars, Brno
- 2011 Setkání 5. Letní mezinárodní setkání výtvarníků, Zámecký areál Náměšť nad Oslavou
- 2011 Projekt Šance. Galerie Vltavín, Praha
- 2012 10 let galerie ARS. Galerie Ars, Brno
- 2012 Zpřítomnění VII, Bienále Dolní Kounice 2012. Klášter Rosa coeli, Dolní Kounice
- 2012 11. aukční salón výtvarníků (383 dárců pro Konto Bariéry). Karolinum, Praha
- 2012 10. předvánoční benefiční aukce uměleckých děl Nadace Veronika. Besední dům, Brno
- 2012 POTPOURRI. Galerie Ars, Brno
- 2013 EUROPE TO EUROPE COLLECTION MORAVA. Sejm Vilnius, Litva
- 2013 EUROPE TO EUROPE COLLECTION MORAVA. Vědecká knihovna Klaipeda, Litva
- 2013 EUROPE TO EUROPE COLLECTION MORAVA. Zámek Raudondvaris Kaunas, Litva
- 2014 Salon 2014 (výstava členů UVUO). Galerie města Olomouc, Olomouc
- 2014 Druhotvary 4 (interpretace Janáčkových partitur). Památník Leoše Janáčka, Brno2014 -
- 2015  Zlatý věk (Reminiscence kubismu v současném výtvarném umění). Dům umění města Brna, Brno
- 2015 Bzenecký výtvarný podzim 2015. Zámek Bzenec
- 2015 V. Bienále pro Diakonii (benefiční výstava obrazů). Blahoslavův dům, Brno
- 2015 POTPOURRI, umělci z okruhu galerie. Galerie Ars, Brno
- 2016 Unie výtvarných umělců Olomoucka 1990 - 2015. Galerie G, Olomouc
- 2016/2017 Narodil se Kristus Pán. Centrum Bohuslava Martinů, Polička
- 2017 30+6 (1. část) - třicet obrazů a šest soch. Galerie Ars, Brno
- 2017 30+6 (2. část) - třicet obrazů a šest soch. Galerie Ars, Brno
- 2017 České a slovenské umění. ARTIKLE, Brno
- 2017 Potpourri 2017. Galerie Ars, Brno
- 2018 Expozice 1. Galerie Artikle, Brno
- 2018 Expozice 2. Galerie Artikle, Brno
- 2019 O čem si rozpráva Česko, Slovensko, Morava - výstava k 100. výročí vzniku Československé republiky. Galerie Slováckého muzea, Uherské Hradiště
- 2019 Vánoce v Galerii 12. Galerie 12, Náměšť nad Oslavou
- 2019 Reunion I. Kamenná kolonie, Brno
- 2019 Reunion II. Městské divadlo, Brno
- 2020 1. otvorený ateliér 1970-2020. Galéria 19, Bratislava
- 2021 30 let Galerie Caesar 2. Galerie Caesar, Olomouc
- 2021 15. aukční salon výtvarníků (414 děl pro Konto Bariéry). Karolinum, Praha
- 2022 Reunion 2022. Městská galerie Otrokovice
- 2022 Reunion Vrchlabí 2022. Galerie Morzin, Vrchlabí
- 2022 Ateliery/22 - společná výstava členů UVUO. Galerie města Olomouce2022 -
- 2023 Posvátné umění v nesvaté době (české sakrální umění 1948-1989). Muzeum moderního umění Olomouc
- 2023 Valoch & Valoch. Archeologie a konceptuální umění. Pražákův palác, Brno
- 2023 RUACH / Reunion 2023. Horní synagoga, Mikulov
- 2024 Ateliery/24 - společná výstava členů UVUO. Galerie města Olomouce, Olomouc
- 2024/2025 Vánoční salon výtvarníků, Galerie G13, Brno
- 2025 Zámek, Muzeum Blanenska, Blansko (kurátoři Jana Písaříková a Jozef Štolfa)

## Zastoupení ve sbírkách
- SNG Bratislava
- VSG Košice
- Státní galerie Zlín
- Artotéka Moravské galerie Brno
- Muzeum města Brna
- Česká pojišťovna Brno
- Muzeum J. A. Komenského Přerov

- Microsoft Europe Mnichov

## Ocenění
- 1974, 1980, 1983, 1986 – Cena za pedagogické vedení a hledání pedagogických přístupů, Jihlava
- 1999 – Laureát Mezinárodního salónu kresby